# ویکی برلین
ویکی برلین (انگلیسی: Vicki Berlin; ۱۶ نوامبر ۱۹۷۷ – ) بازیگر اهل دانمارک بود. وی از سال ۲۰۰۰ میلادی تاکنون مشغول فعالیت بوده‌است.
از فیلم‌ها یا برنامه‌های تلویزیونی که وی در آن نقش داشته‌است می‌توان به کشتار، دنیای منا اشاره کرد.